# Somogycsicsó
Somogycsicsó é um município da Hungria, situado no condado de Somogy. Tem 12,38 km² de área e sua população em 2019 foi estimada em 156 habitantes.